# Logengebäude Drei Thore des Tempels

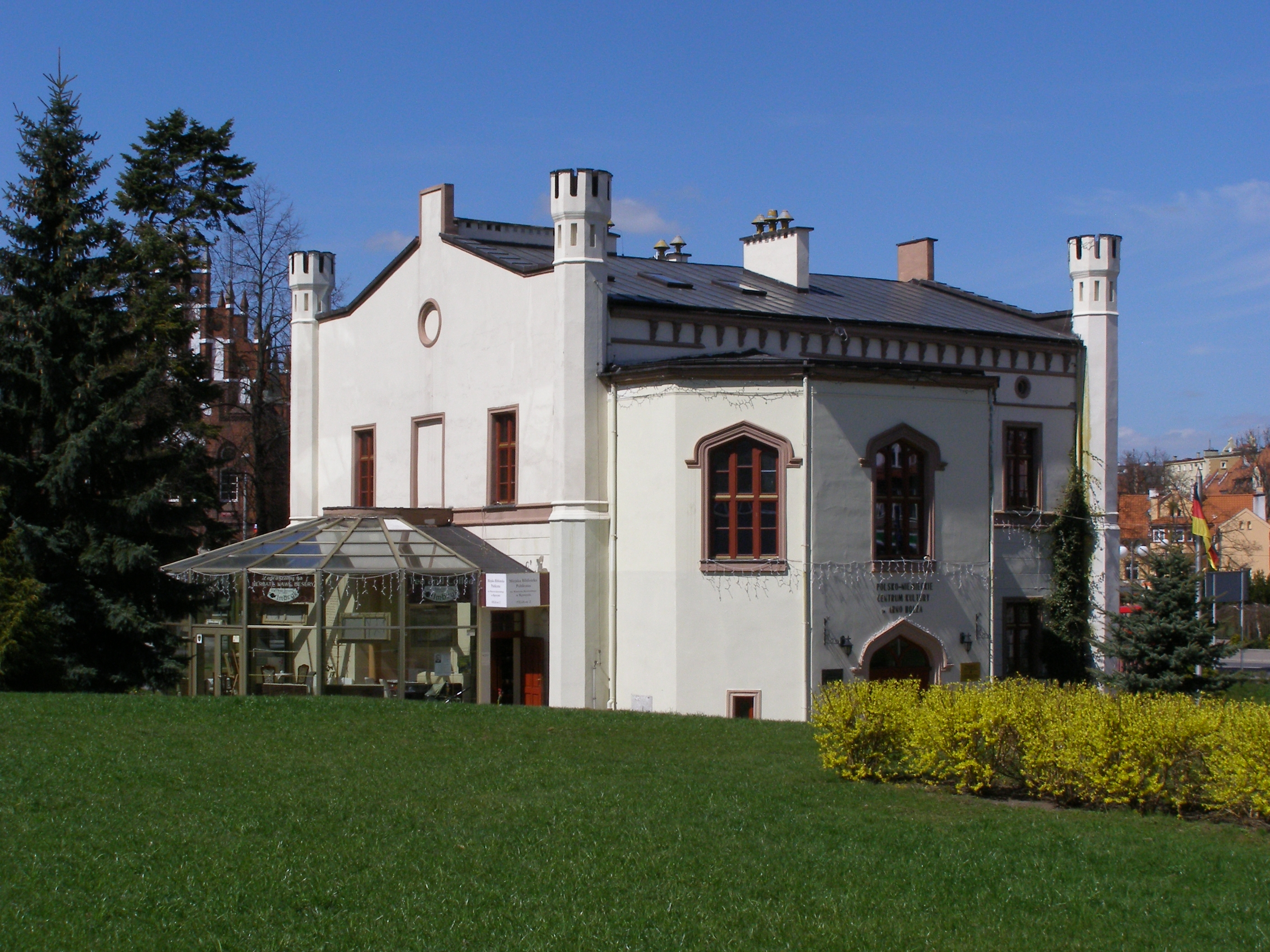
Logengebäude 2013

Das Logengebäude Drei Thore des Tempels wurde 1860 in Rastenburg in Ostpreußen erbaut. Heute ist es der Sitz der Arno-Holz-Gesellschaft für polnisch-deutsche Verständigung.

## Geschichte
Drei Thore des Tempels war eine deutsche Freimaurerloge. Sie wurde 1818 in Rastenburg gegründet und war ein Teil der Großen National-Mutterloge „Zu den drei Weltkugeln“. Die Loge wurde zu Beginn des Dritten Reiches bis 1935 aufgelöst. Das Logengebäude in Rastenburg ist bis heute erhalten.

## Logengebäude
Die zweite Meister der Loge, Anton Brillowska, begann Geld zu sammeln, um ein Logengebäude zu errichten. Baubeginn war 1860.
Das Gebäude ist mit vier achteckigen Türmen an den Ecken verziert. Die neugotische Architektur des von dem Architekten Martin Modricker errichteten Gebäudes ist von der englischen Spätgotik inspiriert. Im Erdgeschoss gab es eine Terrasse und fünf Zimmer, die repräsentativen Räume mit dem Bankettsaal lagen im Obergeschoss. Während des Ersten Weltkrieges ruhten die Aktivitäten, um 1918 erneut aufzuleben.
Nach der Machtergreifung durch die Nationalsozialisten wurde die Loge wie alle Freimaurerlogen in Deutschland aufgelöst und ihr Vermögen von der Stadt übernommen. Nach dem Zweiten Weltkrieg wurde das Logengebäude als Haus der Kultur des Bezirks verwendet. Während dieser Zeit verfiel das Gebäude bis zu seiner Renovierung 1999.
Heute ist das Gebäude der Sitz der Arno-Holz-Gesellschaft für polnisch-deutsche Verständigung. Das Obergeschoss wird für verschiedene Ausstellungen benutzt, im Erdgeschoss sind eine Bücherei und eine Gastwirtschaft eingerichtet.